# 見たこともない景色
「見たこともない景色」（みたこともないけしき）は、日本の歌手菅田将暉の楽曲。俳優として活動する彼のソロ歌手デビューシングルとして2017年6月7日にエピックレコードより発売された。

## 背景
2016年11月20日から放送が始まったauのサッカー日本代表を応援するCM「au BLUE CHALLENGE」（「三太郎シリーズ」）の「応援」編で楽曲が使用される。当時放送されていたCMでは、歌と共にピッチで泥だらけになってサッカーボールを追いかける侍風の選手たちを応援する桃太郎（松田翔太）、浦島太郎（桐谷健太）、金太郎（濱田岳）の様子が描かれていたが、菅田の名前の表記はなく告知も一切されていなかった。同年12月22日、楽曲を歌っているのが菅田であることが公表され、同日公開されたウェブCMでは「アジア最終予選- ROAD TO RUSSIA」のダイジェスト映像とともに、菅田が歌い上げる姿が公開された。
2017年3月21日昼頃、菅田は自身のTwitterで「今夜19時、とある場所にてとある映像を解禁します。みんなに見てもらえるかな」と告知。同日午後7時、渋谷スクランブル交差点の5面ビジョンで一斉にソロ歌手としてデビューすることが発表され、同時にデビュー曲「見たこともない景色」のミュージック・ビデオが公開された。また、今後俳優業と並行して、音楽活動も行っていくことも発表された。4月28日、収録曲とアートワークが発表された。アーティスト写真やCDのジャケットでは、ギターを抱えてヴィンテージ風のジャケットを着用するなど、チャック・ベリーを意識している。音楽サイトReal Soundはジャケット写真の立ち姿は、エルヴィス・コステロの「マイ・エイム・イズ・トゥルー」を思い起こさせると指摘している。
菅田はauのCM曲を歌うことが決まり、音楽プロデューサーと話した際に「疾走感があってクリアな、男性だけでなく女性にも受け入れてもらえる気持ちいいものにして欲しい」とリクエストした。

## 批評家の反応
「見たこともない景色」は、音楽批評家から賛否両論の評価を受けた。「ロッキング・オン」の峯岸利恵は、真っすぐ突き抜けるような声と安定した音程感を称賛。俳優として「場に溶け込みながらも存在感を出すこと」に長けていたが、そのポテンシャルが歌い手としても表れているとコメントした。Real Soundは「王道のロックらしい疾走感があり、サウンドもクリア」だが、「どことなく"泥臭さ"のようなものも感じる」とコメントした。一方、音楽評論家の石黒隆之は、同じauのCM曲を歌った桐谷健太（「海の声」）と比較し、「桐谷健太よりは正確なように聞こえます」としたが、伝わってくるのは楽曲の魅力ではなく「“こんなこともできる”菅田将暉のプロモーション」であり、その点「海の声」とは対極だとコメント。さらに菅田には高畑充希と同様に「この人は歌っている自分が好きなだけなんじゃないか」と思わせてしまうところがあり、長澤まさみのように曲やシチュエーションによって声のトーンを変えようともしないと指摘。それは音楽そのものに無頓着だからであり、チャーミングではないと述べた。

## チャート成績
Billboard Japan Hot 100では、2017年4月3日付けで初登場4位。ダウンロード配信が先行で開始し、各指標で高いポイントをマークしていたが、シングルが発売されると3万枚弱を売り上げ、2017年6月19日付けで3位を記録。

## ミュージック・ビデオ
ミュージック・ビデオは、Perfumeの作品を多く手掛けている関和亮が監督を務めた。2017年3月22日にショートバージョンがYouTubeで公開された。

## ライブ・パフォーマンス
2017年6月2日、「ミュージックステーション」に出演し、「見たこともない景色」をテレビ初披露した。同番組には映画「キセキ -あの日のソビト-」から誕生した菅田、横浜流星、成田凌、杉野遥亮による音楽ユニット・グリーンボーイズとして出演しているが、ソロとしては初出演となった。バンドメンバーには、映画「何者」でタッグを組んだカラスは真っ白を迎えた。放送後、菅田の歌声がBUMP OF CHICKENのボーカル、藤原基央のそれに似ていることが視聴者の間で話題になった。
CDの発売日である2017年6月7日に菅田将暉本人名義としては初となるライブイベントを渋谷・WWW Xで開催。「見たこともない景色」の他に、カップリング曲「ばかになっちゃったのかな」、自身が出演した映画「何者」の劇中でも歌唱した忘れらんねえよの「まだ知らない世界」のカバーを弾き語りで披露した。

## 収録曲
| #         | タイトル                             | 作詞      | 作曲      | 編曲               | 時間  |
| --------- | ------------------------------------ | --------- | --------- | ------------------ | ----- |
| 1.        | 「見たこともない景色」               | 篠原誠    | 飛内将大  | 飛内将大           | 3:42  |
| 2.        | 「ばかになっちゃったのかな」         | 金木和也  | 金木和也  | 金木和也、川口圭太 | 5:09  |
| 3.        | 「見たこともない景色」(Instrumental) |           | 飛内将大  | 飛内将大           | 3:41  |
| 合計時間: | 合計時間:                            | 合計時間: | 合計時間: | 合計時間:          | 12:33 |

| #         | タイトル                            | 作詞      | 作曲・編曲 | 監督   | 時間 |
| --------- | ----------------------------------- | --------- | ---------- | ------ | ---- |
| 1.        | 「見たこともない景色」(Music Video) |           |            | 関和亮 | 3:55 |
| 合計時間: | 合計時間:                           | 合計時間: | 3:55       |        |      |

## チャート
| チャート（2017年）                | 最高 順位 |
| --------------------------------- | --------- |
| Billboard Japan Hot 100           | 3         |
| Billboard Japan Top Singles sales | 5         |
| Billboard Japan Radio Songs       | 6         |
| オリコンチャート 週間             | 5         |

## 発売日一覧
| 国/地域 | 発売日         | 規格                   |
| ------- | -------------- | ---------------------- |
| 日本    | 2016年12月22日 | デジタル・ダウンロード |
| 日本    | 2017年6月7日   | CD                     |